# Kruft
Kruft là một xã ở huyện Mayen-Koblenz bang Rheinland-Pfalz, phía tây nước Đức. Xã Kruft có diện tích 18,17 km².